# École supérieure des techniques aéronautiques et de construction automobile
La École supérieure des techniques aéronautiques et de construction automobile (ESTACA) è un collegio francese di ingegneria creato nel 1925.
ESTACA è una scuola privata che forma ingegneri specializzati nei settori dei trasporti. Oltre alle sue attività di formazione, la scuola conduce anche una ricerca applicata nei settori aeronautico, automobilistico, spaziale, dei trasporti guidati e navale.
Situata a Montigny-le-Bretonneux e Laval, la scuola è riconosciuta dallo Stato. Il 25 settembre 2012 è entrata a far parte del Groupe ISAE.

## Laureati famosi
- Frédéric Vasseur, ingegnere francese, team principal e general manager della Scuderia Ferrari;
- Gérard Feldzer, aviatore francese;
- Laurent Mekies, ingegnere francese, ex direttore sportivo della Scuderia Ferrari, CEO e team principal della Red Bull.